# CERT程式撰寫標準
CERT程式撰寫標準（CERT Coding Standards）是由軟體工程學院（SEI）的CERT協調中心發展的軟體程式撰寫標準，著重在提昇軟體系統的安全性、可靠性以及資料安全性，目前已針對C語言、C++、Java、Android及Perl的標準文件。
CERT C安全程式撰寫標準中的指引，參考了許多不同的標準，例如通用缺陷列表（CWE）以及MISRA C。

## 外部連結
- 官方网站
- CERT home page （页面存档备份，存于）
- 2016 SEI CERT C Coding Standard （页面存档备份，存于）
- 2016 SEI CERT C++ Coding Standard （页面存档备份，存于）